# NGC 3204
NGC 3204 este o hi (21cm) source⁠(d) situată în constelația Leul. A fost descoperită în 24 decembrie 1827 de către John Herschel. Se află la o distanță de 74,26 de megaparseci de Pământ.